# Трифосфат натрия
Трифосфат натрия — соль триполифосфорной кислоты Na5Р3О10. 

## Пищевое применение
Является пищевым стабилизатором, более известным как Е451.
Фосфаты ослабляют электростатическое взаимодействие внутри актомиозинового комплекса. Только фосфаты могут расщеплять актин и миозин, и это является главной причиной распространения фосфатов.
Практически все пищевые фосфаты и их смеси, которые используются мясоперерабатывающей и рыбной промышленностью, имеют щелочную реакцию. Добавка щелочных фосфатов в мясо и рыбу приводит к росту pH, и, как следствие, к увеличению влагосвязывающего свойства белков.
Потребление фосфатов выше разрешённых норм может негативно сказаться на здоровье человека, из-за чего происходит ухудшение усвоения кальция, что приводит к отложению в почках кальция и фосфора и способствует развитию остеопороза.

## Непищевое применение
Триполифосфат натрия (или калия) используется в синтетических моющих средствах: он умягчает воду и повышает моющую способность ПАВ.
Пирофосфаты (E450) и триполифосфат (E451) лучше всего способствуют эмульгированию жира, что объясняет включение этого вещества в состав многих стиральных порошков и средств для посудомоечных машин.

## Синтез
Трифосфат натрия синтезируется путём конденсации из ортофосфорной кислоты:
{\displaystyle {\mathsf {6H_{3}PO_{4}+5Na_{2}CO_{3}\longrightarrow }}} {\displaystyle {\mathsf {2Na_{5}P_{3}O_{10}+5CO_{2}+9H_{2}O}}}
В лабораторных условиях он синтезируется из метафосфата натрия и дифосфата натрия:
{\displaystyle {\mathsf {NaPO_{3}+Na_{4}P_{2}O_{7}\longrightarrow Na_{5}P_{3}O_{10}}}}
Также возможен синтез из триметафосфата натрия:
{\displaystyle {\mathsf {Na_{3}P_{3}O_{9}+2NaOH\longrightarrow Na_{5}P_{3}O_{10}+H_{2}O}}}